# Франция на летних Олимпийских играх 1972
На летних Олимпийских играх 1972 года Францию представляло 227 спортсменов (197 мужчин, 30 женщин). Они завоевали 2 золотых, 4 серебряных и 7 бронзовых медали, что вывело сборную на 17-е место в неофициальном командном зачёте. Свою очередную золотую медаль завоевал велогонщик Даниэль Морелон, ставший уже трёхкратным олимпийским чемпионом.

## Медалисты
| Медаль  | Спортсмен                                                                   | Вид спорта                  | Дисциплина                            |
| ------- | --------------------------------------------------------------------------- | --------------------------- | ------------------------------------- |
| Золото  | Даниэль Морелон                                                             | Велоспорт                   | Мужчины, спринт                       |
| Золото  | Серж Мори                                                                   | Парусный спорт              | Класс «Финн»                          |
| Серебро | Ги Дрю                                                                      | Лёгкая атлетика             | Мужчины, 110 м с барьерами            |
| Серебро | Жак Ладегайери                                                              | Фехтование                  | Мужчины, шпага, личное первенство     |
| Серебро | Мишель Каррега                                                              | Стрельба                    | Мужчины, трап                         |
| Серебро | Ив Пажо Марк Пажо                                                           | Парусный спорт              | Класс «Летучий голландец»             |
| Бронза  | Жиль Бертуль Жак Каретт Франсис Кербирю Роже Веласкес                       | Лёгкая атлетика             | Мужчины, эстафета 4×400 м             |
| Бронза  | Жан-Луи Ольри Жан-Клод Ольри                                                | Гребля на байдарках и каноэ | Мужчины, каноэ-двойки, гребной слалом |
| Бронза  | Кристиан Ноэль                                                              | Фехтование                  | Мужчины, рапира, личное первенство    |
| Бронза  | Даниэль Ревеню Жиль Беролатти Кристиан Ноэль Жан-Клод Маньян Бернар Тальвар | Фехтование                  | Мужчины, рапира, командное первенство |
| Бронза  | Жан-Жак Мунье                                                               | Дзюдо                       | Мужчины, до 63 кг                     |
| Бронза  | Жан-Поль Кош                                                                | Дзюдо                       | Мужчины, до 80 кг                     |
| Бронза  | Жан-Клод Брондани                                                           | Дзюдо                       | Мужчины, абсолютная категория         |

## Результаты соревнований

### Велоспорт

#### Шоссейный велоспорт
Мужчины
| Соревнование    | Спортсмены    | Время | Место | Отставание |
| --------------- | ------------- | ----- | ----- | ---------- |
| групповая гонка | Раймон Мартен | DNF   | DNF   | DNF        |

### Современное пятиборье
Современное пятиборье включает в себя: стрельбу, плавание, фехтование, верховую езду и бег.
Мужчины
| Соревнование              | Спортсмены                                    | Конкур | Конкур | Конкур | Фехтование | Фехтование | Фехтование | Стрельба  | Стрельба | Стрельба | Плавание | Плавание | Плавание | Бег     | Бег  | Бег   | Всего     | Всего |
| Соревнование              | Спортсмены                                    | Штраф  | Очки   | Место  | Побед      | Очки       | Место      | Попаданий | Очки     | Место    | Время    | Очки     | Место    | Время   | Очки | Место | Результат | Место |
| ------------------------- | --------------------------------------------- | ------ | ------ | ------ | ---------- | ---------- | ---------- | --------- | -------- | -------- | -------- | -------- | -------- | ------- | ---- | ----- | --------- | ----- |
| Индивидуальное первенство | Мишель Геган                                  | 0      | 1100   | 1      | 33         | 848        | 14         | 187       | 846      | 26       | 3:35,2   | 1152     | 8        | 13:33,4 | 1126 | 19    | 5072      | 10    |
| Командное первенство      | Мишель Геган Жан-Пьерр Джудичелли Рауль Геган | 2990   | 2990   | 8      | 2320       | 2320       | 9          | 2538      | 2538     | 8        | 3252     | 3252     | 6        | 3459    | 3459 | 3     | 14 559    | 7     |